# Gouvernement de la Corée du Sud

Drapeau du gouvernement

Le gouvernement de la Corée du Sud est divisé en pouvoirs exécutif, législatif et judiciaire. Les pouvoirs exécutif et judiciaire opèrent au niveau national. Les différents ministères rattachés au pouvoir exécutif opèrent également au niveau local. Les collectivités territoriales sont semi-autonomes et possèdent elles-mêmes, dans une certaine limite, des pouvoirs exécutifs et législatifs. Le pouvoir judiciaire opère à la fois au niveau national et au niveau local.
Le gouvernement a évolué depuis sa création en 1948. Cependant, à l'exception de la Deuxième République, le pays a toujours été sous un régime présidentiel, avec un exécutif fort et indépendant. Le régime actuel est semi-présidentiel.
Comme la plupart des systèmes pratiquant la séparation des pouvoirs, l'équilibre du système sud-coréen repose sur l'équilibre des forces. Les juges de la Cour constitutionnelle sont partiellement choisis par l'exécutif et le législatif. Un pouvoir d'impeachment est donné au pouvoir législatif qui doit être cependant être jugé par le pouvoir judiciaire.

## L'exécutif
L'exécutif du Corée est mené par le président. Le président est élu au suffrage universel direct par le peuple et est le seul élu de l'exécutif. La durée de son mandat est de cinq années et la constitution n'autorise pas les mandats consécutifs. Le président est le chef du gouvernement, chef de l'État et est le chef des forces armées sud-coréennes. Il possède le droit de déclarer la guerre et peut proposer des lois au parlement. Il peut également déclarer l'état d'urgence et instaurer les lois martiales avec l'approbation du parlement. Cependant, il ne possède pas le pouvoir de dissoudre le parlement. Cette absence du pouvoir de dissolution du parlement est directement liée aux expériences de régimes totalitaires sous la Première, la Troisième et la Quatrième République.
Si le président est suspecté d'avoir commis des actes à l'encontre du pays, le président et certains membres de l'exécutif sont sujets à une procédure d'impeachement par le parlement. Une fois que le parlement a voté en faveur de l'impeachement, la Cour constitutionnelle peut confirmer ou invalider cette procédure.
Le président de la République est assisté par son Premier ministre et son secrétaire, qu'il nomme. Le Premier ministre est choisi par le président, cependant sa candidature doit être approuvée par le parlement et celui-ci possède le pouvoir de refuser les candidats nommés par le président pour les fonctions ministérielles.
Le Premier ministre est assisté par le secrétariat du Premier ministre qui est dirigé par deux autres ministres. Dans le cas où le président ne peut assumer son rôle, c'est le Premier ministre qui prend, par intérim, la tête du pouvoir exécutif sud-coréen jusqu'à ce que le président puisse reprendre ses fonctions ou qu'un nouveau président puisse être élu.

## Ministères
Les ministres sont nommés par le président sous les conseils du Premier ministre. Tous les ministères sont dirigés par un ministre. Certains ministères possèdent des agences qui y sont affiliées. Ces agences sont dirigées par des vice-ministres. 
- Ministère de la Stratégie et des Finances (기획재정부, 企劃財政部)
  - Services du Trésor public (국세청, 國稅廳)
  - Services des Douanes (관세청, 關稅廳)
  - Service public d'approvisionnement (조달청, 調達廳)
  - Service nationale des statistiques (통계청, 統計廳)
- Ministère de l'Éducation, de la Science et de la Technologie (교육과학기술부, 敎育科學技術部)
- Ministère des Affaires étrangères  (외교부, 外交部)
- Ministère de l'Unification (통일부, 統一部)
- Ministère de la Justice (법무부, 法務部)
  - Service du Procureur (검찰청, 檢察廳)
- Ministère de la Défense nationale (국방부, 國防部)
  - Administration de la planification et de l'acquisition de la défense (방위사업청, 防衛事業廳)
  - Administration des ressources humaines militaires (병무청, 兵務廳)
- Ministère de l'Administration publique et de la Sécurité (행정안전부, 行政安全部)
  - Police nationale (경찰청, 警察廳)
  - Agence nationale de la gestion des secours (소방방재청, 消防防災廳)
- Ministère de la Culture, des Sports et du Tourisme (문화체육관광부, 文化體育觀光部)
  - Administration du patrimoine culturel (문화재청, 文化財廳)
- Ministère pour l'Alimentation, l'Agriculture, de la Sylviculture et de la Pêche (농림수산식품부, 農林水産食品部)
  - Administration du développement rural (농촌진흥청, 農村振興廳)
  - Service sylvestre (산림청, 山林廳)
- Ministère du Savoir et de l'Économie (지식경제부, 知識經濟部)
  - Administration des PMA (중소기업청, 中小企業廳)
  - Bureau de la propriété intellectuelle (특허청, 特許廳)
- Ministère de la Santé et du bien-être social (보건복지부, 保健福祉部)
  - Administration de la sécurité alimentaire et des produits pharmaceutiques (식품의약품안전청, 食品醫藥品安全廳)
- Ministère de l'Environnement (환경부, 環境部)
  - Administration météorologique coréenne (기상청, 氣象廳)
- Ministère de l'Emploi et du Travail (고용노동부, 雇用勞動部)
- Ministère de l'Équité et de la Famille (여성가족부, 女性家族部)
- Ministère des Terres, du Transport et des Affaires maritimes (국토해양부, 國土海洋部)
  - Garde-côtes (해양경찰청, 海洋警察廳)
  - Agence multifonctionnelle de la construction de la ville administrative (행정중심복합도시건설청, 行政中心複合都市建設廳)